# Saison 7 des Experts : Manhattan
Chronologie
Saison 6 des Experts : Manhattan Saison 8 des Experts : Manhattan
Cet article présente le guide des épisodes de la septième saison de la série télévisée Les Experts : Manhattan (CSI: NY).

## Distribution de la saison

### Acteurs principaux
- Gary Sinise (V.F.: Bernard Gabay) : Det. Mac Taylor
- Sela Ward (V.F.: Caroline Jacquin) : Josephine "Jo" Danville
- Carmine Giovinazzo (V.F.: Sébastien Desjours) : Danny Messer
- Hill Harper (V.F.: Daniel Lobé) : Dr Sheldon Hawkes
- Eddie Cahill (V.F.: Thomas Roditi) : Det. Donald "Don" Flack Junior
- Anna Belknap (V.F.: Barbara Kelsch) : Lindsay Monroe
- AJ Buckley (V.F.: Gwendal Anglade) : Adam Ross
- Robert Joy (V.F.: Max André) : Dr Sid Hammerback

### Acteurs récurrents et invités
- Sean Maguire : Alex Brodevesky (épisode 1)
- Crystal Reed : Julie Roday (épisode 3)
- Edward James Olmos : Luther Devarro (épisode 4)
- Yancey Arias : Rick Devarro (épisode 4)
- Yara Martinez : Lisa Brigosa (épisode 4)
- Gregory Harrison : Roland Carson (épisode 5)
- Helen Slater : Elizabeth Harris (épisode 6)
- Thomas Calabro : Charles Harris (épisode 6)
- Toks Olagundoye : Journaliste #2 (épisode 7)
- John Larroquette : Chef Ted Carver (épisode 7, 8 et 9)
- Ron Glass : Colby Glass (épisode 11)
- Karina Lombard : Eva Martinez (épisode 12)
- Michael McMillian : Neal Cooper (épisode 13)
- Marla Sokoloff : Abigail West (épisode 13)
- Ne-Yo : Homme musclé (épisode 14)
- Lesley-Ann Brandt : Camille Jordanson (épisode 14 et 19)
- Adrienne Barbeau : Theola Kumi (épisode 14)
- Lindsay Price : Kate Price (épisode 15)
- Megan Ward : Annie Cartland (épisode 15)
- Scout Taylor-Compton : Emmy Thomas (épisode 17)
- Austin Butler : Benjamin Gold (épisode 17)
- Alex Meraz : Odelin Gonzales Jr. (épisode 19)
- Justin Baldoni : Heath Kirkfield (épisode 5)
- Taylor Kinney : Jayson Luck (épisode 18)
- Peter Fonda : William Hunt (épisode 20 et 21)
- Clifton Collins Jr. : Raymond Harris (épisode 20 et 21)
- Jenny Mollen : Angela Sayer (épisode 21)

## Épisodes

### Épisode 141:Le34eétage
- États-Unis /  Canada : 24 septembre 2010 sur CBS / CTV[1]
- Belgique : 10 avril 2011 sur RTL-TVI
- France : 30 août 2011 sur TF1[2]
- Québec : 5 septembre 2011 sur V
- Suisse : date inconnue

- États-Unis : 10,35 millions de téléspectateurs[3] (première diffusion)
- Canada : 2,325 millions de téléspectateurs[4] (première diffusion)
- France : 7,015 millions de téléspectateurs (première diffusion)

- Glenn Taranto (James Sheehan)
- Katie Boggs (Sarah Nelson)
- Sean Maguire (Alex Brodevesky)
- Jane McLean (Dr Morgan Jefferson)
- Brett Tucker (Theodore Westwick)
- Lawrence Monoson (Rudy Aronika)

### Épisode 142:La Mort en face
- États-Unis /  Canada : 1er octobre 2010
- Belgique : 10 avril 2011 sur RTL-TVI
- France : 30 août 2011 sur TF1
- Québec : 12 septembre 2011 sur V

- États-Unis : 9,70 millions de téléspectateurs[5] (première diffusion)
- Canada : 2,056 millions de téléspectateurs[6] (première diffusion)
- France : 6,88 millions de téléspectateurs (première diffusion)

- Amra Silajdzic (Clarisse Dumonde)
- Ricardo Molina (Christopher Garcia)
- Tanner Maguire (Garçon)
- Tyler Jacob Moore (Marine)
- Escher Holloway (Torrey Powell)
- Gerald Downey (Professeur William Aldicott)

### Épisode 143:Le mauvais fils
- États-Unis /  Canada : 8 octobre 2010
- Belgique : 8 mai 2011 sur RTL-TVI
- France : 6 septembre 2011 sur TF1
- Québec : 19 septembre 2011 sur V

- États-Unis : 9,89 millions de téléspectateurs[7] (première diffusion)
- Canada : 1,669 million de téléspectateurs[8] (première diffusion)
- France : 6,831 millions de téléspectateurs

- Stacy Edwards (Grace Travers)
- Taylor Handley (Billy Travers)
- Alex Solowitz (Owen Hicks)
- Mary Chris Wall (Nina Benson)
- Crystal Reed (Julie Roday)
- Chad Michael Collins (Officier Giles)
- Brian Guest (Paul Benson)
- Deji LaRay (Officier Campbell)
- Marcos De La Cruz (Manny Ravrara)
- Jonathan Goldstein (Steven Benson)

### Épisode 144:Le Code de la rue
- États-Unis /  Canada : 15 octobre 2010
- Belgique : 8 mai 2011 sur RTL-TVI
- France : 6 septembre 2011 sur TF1
- Québec : 26 septembre 2011 sur V

- États-Unis : 9,57 millions de téléspectateurs[9] (première diffusion)
- Canada : 1,828 million de téléspectateurs[10] (première diffusion)
- France : 6,3 millions de téléspectateurs

- Edward James Olmos (Luther Devarro)
- Mario Ardila Jr. (Fernando Flores)
- Yara Martinez (Lisa Brigosa)
- Yancey Arias (Rick Devarro)
- Lymari Nadal (Hazel Ortega)
- Eddie Fernandez (Panthro Torres)

### Épisode 145:Succomber à la tentation
- États-Unis /  Canada : 22 octobre 2010
- Belgique : 15 mai 2011 sur RTL-TVI
- France : 4 octobre 2011 sur TF1
- Québec : 3 octobre 2011 sur V

- États-Unis : 10,25 millions de téléspectateurs[11] (première diffusion)
- Canada : 1,666 million de téléspectateurs[12] (première diffusion)
- France : 7,25 millions de téléspectateurs

- Gregory Harrison (Roland Carson)
- Coby Ryan McLaughlin (James Belson)
- Justin Baldoni (Heath Kirkfield)
- Melissa Ordway (Jenny Harper)
- Moe Irvin (Melvin La Grange)
- Mike Foy (Arnold Vonley)
- Craig Baxley Jr. (Ted Kendricks)
- Austin Priester (Logan Peele)

### Épisode 146:Jeu de maux
- États-Unis /  Canada : 29 octobre 2010
- Belgique : 22 mai 2011 sur RTL-TVI
- France : 20 septembre 2011 sur TF1
- Québec : 10 octobre 2011 sur V

- États-Unis : 10,44 millions de téléspectateurs[13] (première diffusion)
- Canada : 1,788 million de téléspectateurs[14] (première diffusion)
- France : 6,07 millions de téléspectateurs

- Sydney Park (Ellie Danville)
- Helen Slater (Elizabeth Harris)
- Chad Todhunter (Reuben Lewis)
- Paul James (Craig Anderson)
- Thomas Calabro (Charles Harris)
- Zachary Spicer (Jeremy Harris)
- Maïté Schwartz (Allison Scott)
- Stephanie Venditto (Sally Anderson)

### Épisode 147:Je tue donc je suis
- États-Unis /  Canada : 5 novembre 2010
- Belgique : 22 mai 2011 sur RTL-TVI
- France : 18 octobre 2011 sur TF1
- Québec : 17 octobre 2011 sur V

- États-Unis : 10,58 millions de téléspectateurs[15] (première diffusion)
- Canada : 1,841 million de téléspectateurs[16] (première diffusion)
- France : 6,598 millions de téléspectateurs

- John Larroquette (Chef Ted Carver)
- Mark L. Young (Tom Reynolds)
- Zack Robidas (Journaliste #1)
- Toks Olagundoye (Journaliste #2)
- Stacey Yen (Reporter #3)
- Austin Michael Coleman (Michael Reynolds)
- Aidan Andrews (Michael Reynolds jeune)
- Tiffany Dupont (Hayley Montgommery)
- Benjamin Stockham (Tom Reynolds jeune)

### Épisode 148:Morte d'effroi
- États-Unis /  Canada : 12 novembre 2010
- Belgique : 29 mai 2011 sur RTL-TVI
- France : 20 septembre 2011 sur TF1
- Québec : 24 octobre 2011 sur V

- États-Unis : 10,02 millions de téléspectateurs[17] (première diffusion)
- Canada : 1,855 million de téléspectateurs[18] (première diffusion)
- France : 5,95 millions de téléspectateurs

- John Larroquette (Ted Carver)
- Sophia Bui (Rosie)
- Jeffrey Vincent Parise (Gordon Sprouse)
- Jamie Tisdale (Samantha)
- Kelly Polk (Isabel Wilde)
- Marianne Chambers (Lisa)
- Lightfield Lewis (Declan "Sully" Sullivan)
- Anastacia McPherson (Helen)

### Épisode 149:Violentes conclusions
- États-Unis /  Canada : 19 novembre 2010
- Belgique : 29 mai 2011 sur RTL-TVI
- France : 20 septembre 2011 sur TF1
- Québec : 31 octobre 2011 sur V

- États-Unis : 10,18 millions de téléspectateurs[19] (première diffusion)
- Canada : 1,757 million de téléspectateurs[20] (première diffusion)
- France : 5,37 millions de téléspectateurs

- John Larroquette (Chef Ted Carver)
- Mo Gallini (Mitch Barrett)
- Brad Beyer (Jay Carver/Parker)
- Kimberly Murphy (Veronica « Roni » Parker)
- Christian Kramme (Jay Carver - 14 ans)
- Robert Mammana (Richard Hudson)
- Alex Madison (Marcella Gomez)
- Agustin M. Rodriguez (Jimmy Valdez)

### Épisode 150:Un corps en vitrine
- États-Unis /  Canada : 3 décembre 2010
- Belgique : 5 juin 2011 sur RTL-TVI
- France : 4 octobre 2011 sur TF1
- Québec : 7 novembre 2011 sur V

- États-Unis : 10,13 millions de téléspectateurs[21] (première diffusion)
- Canada : 1,729 million de téléspectateurs[22] (première diffusion)
- France : 6,59 millions de téléspectateurs

- Lisa Brenner (Helena Maybrook)
- Jeff Roop (Richard Grossman)
- Patrick Fabian (Charles Richmore)
- Hayley Marie Norman (Tracy Parker)
- Steven Crowley (Touriste/Howie)
- Hart Turner (Pascal Denton)

### Épisode 151:Tristes clowns
- États-Unis /  Canada : 7 janvier 2011
- Belgique : 5 juin 2011 sur RTL-TVI
- France : 18 octobre 2011 sur TF1
- Québec : 14 novembre 2011 sur V

- États-Unis : 9,45 millions de téléspectateurs[23] (première diffusion)
- Canada : 1,814 million de téléspectateurs[24] (première diffusion)
- France : 6 millions de téléspectateurs

- David James Elliott (Russ Josephson)
- JD Pardo (Bobby Renton)
- Jackie Tohn (Ainsley McCrea)
- Tracy Fraim (Gino Cressida)
- Ron Glass (Colby Glass)
- Martinez (Stan Ridgeway)
- Gadi Erel (Elmo Vidivic)
- Chris Warren Gilbert (Policier n°1)
- Keith Adams (Policier n°2)
- Jordan Rider (Teddy Delabate)

### Épisode 152:Le Mal du siècle
- États-Unis /  Canada : 14 janvier 2011
- Belgique : 12 juin 2011 sur RTL-TVI
- France : 25 octobre 2011 sur TF1
- Québec : 21 novembre 2011 sur V

- États-Unis : 9,56 millions de téléspectateurs[25] (première diffusion)
- Canada : 1,633 million de téléspectateurs[26] (première diffusion)
- France : 5,7 millions de téléspectateurs

- Jsu Garcia (Hector Vargas)
- Karina Lombard (Eva Martinez)
- Reynaldo Pacheco (Miguel Martinez)
- Melina Lizette (Natalia Sanchez)
- Kavan Reece (Leo)
- Michael Cory Davis (Videur)
- Andrea Ramirez (Carmen Martinez)
- James C. Victor (Vern Jackson)

### Épisode 153:La Fête tombe à l'eau
- États-Unis /  Canada : 4 février 2011
- Belgique : 12 juin 2011 sur RTL-TVI
- France : 25 octobre 2011 sur TF1
- Québec : 28 novembre 2011 sur V

- États-Unis : 9,32 millions de téléspectateurs[27] (première diffusion)
- Canada : 2,055 millions de téléspectateurs[28] (première diffusion)
- France : 5,97 millions de téléspectateurs

- Michael McMillian (Neal Cooper)
- Marla Sokoloff (Abigail West)
- Carter MacIntyre (Chris Boyle)
- Deja Howell (Victoria Enzo)
- Alexa Havins (Jessica Thompson)
- Toni Wynne (Tina Martin)
- Leo J. Clark (Mark Hanson)
- Shannon Wada (Samantha King)
- Paul Ben-Victor (Carmen Enzo)
- Haviland Stillwell (Akiko Haruka/Wanda Cole)
- Brian Collins (John Everett)
- Carl Ciarfalio (Carlo)
- Henry Kingi Jr. (Gene)

### Épisode 154:Pilule amère
- États-Unis /  Canada : 11 février 2011
- Belgique : 10 juillet 2011 sur RTL-TVI
- France : 1er novembre 2011 sur TF1
- Québec : 5 décembre 2011 sur V[29]

- États-Unis : 9,71 millions de téléspectateurs[30] (première diffusion)
- Canada : 1,788 million de téléspectateurs[31] (première diffusion)
- France : 4,96 millions de téléspectateurs

- Shaffer Smith aka Ne-Yo (Homme musclé)
- Lesley-Ann Brandt (Femme Sexy/Camille Jordanson)
- Adrienne Barbeau (Dr. Theola Kumi)
- Brandon Scott (William Dowd)
- Robert Della Cerra (Surpervseur)
- Chad Randall (George Parker)
- Erik Stabenau (Julian Grace)
- Jeffrey Barnett (Barman / Ken Marion)

### Épisode 155:Avant l'heure
- États-Unis /  Canada : 18 février 2011
- Belgique : 10 juillet 2011 sur RTL-TVI
- France : 1er novembre 2011 sur TF1
- Québec : 23 janvier 2012 sur V[32]

- États-Unis : 10,65 millions de téléspectateurs[33] (première diffusion)
- Canada : 1,88 million de téléspectateurs[34] (première diffusion)
- France : 5,465 millions de téléspectateurs

- Lindsay Price (Kate Price)
- Megan Ward (Annie Cartland)
- Eve Mauro (Heather Marist)
- Kristen Kerr (victime brune)
- Emily Wilson (victime rousse)
- Kevin Interdonato (Garland Clarke)
- Michael Duisenberg (Craig Tomlin)

### Épisode 156:Les Intouchables
- États-Unis /  Canada : 25 février 2011
- Belgique : 17 juillet 2011 sur RTL-TVI
- France : 8 novembre 2011 sur TF1
- Québec : 30 janvier 2012 sur V

- États-Unis : 10,89 millions de téléspectateurs[35] (première diffusion)
- Canada : 1,895 million de téléspectateurs[36] (première diffusion)
- France : 7,293 millions de téléspectateurs

- Katharine Towne (Tessa James)
- Matt Corboy (Keith DeYoung)
- Steve Richard Harris (Peter Grant)
- Jon Fleming (Derek Perry)
- Don Fischer (Matthew Stratford)
- April Eden (Aggresseuse)

### Épisode 157:Tableau d'honneur
- États-Unis /  Canada : 11 mars 2011
- Belgique : 17 juillet 2011 sur RTL-TVI
- France : 8 novembre 2011 sur TF1
- Québec : 6 février 2012 sur V

- États-Unis : 10,60 millions de téléspectateurs[37] (première diffusion)
- Canada : 1,617 million de téléspectateurs[38] (première diffusion)
- France : 6,65 millions de téléspectateurs

- Cassandra Jean (en) (Olivia Prescott)
- Matt Angel (Allen Wilson)
- Scout Taylor-Compton (Emmy Thomas)
- Austin Butler (Benjamin Gold)
- Cherilyn Rae Wilson (Becky)
- Audra Griffis (Cynthia Evans)
- Samantha Sergeant (Rachel Alstone)
- Paul Schackman (Wendell Andrews)
- Jeremy Glazer (Mr. Booker)
- Christina Prousalis (Jennifer Spencer)
- Robert Neary (Jack Prescott)
- Timi Prulhiere (Nora Prescott)

### Épisode 158:Crise d'identité
- États-Unis /  Canada : 1er avril 2011
- Belgique : 24 juillet 2011 sur RTL-TVI
- France : 6 décembre 2011 sur TF1
- Québec : 13 février 2012 sur V

- États-Unis : 10,36 millions de téléspectateurs[39] (première diffusion)
- Canada : 1,902 million de téléspectateurs[40] (première diffusion)
- France : 6,754 millions de téléspectateurs

- David James Elliott (Russ Josephson)
- Sydney Park (Ellie Danville)
- Cody Longo (Tyler Josephson)
- Laurie Fortier (vieil homme)
- Taylor Kinney (Jayson Luck)
- Christopher Jacot (Harvin Garrity)
- Alexis DeLaRosa (Barry Fisk)
- Mark Gerson (jeune homme)
- Justin Dray (Byron Wendle)
- Tom Riordan (Contremaître)

### Épisode 159:La Surprise du chef
- États-Unis /  Canada : 8 avril 2011
- Belgique : 24 juillet 2011 sur RTL-TVI
- France : 13 décembre 2011
- Québec : 20 février 2012 sur V

- États-Unis : 9,75 millions de téléspectateurs[41] (première diffusion)
- Canada : 1,883 million de téléspectateurs[42] (première diffusion)
- France : 7,32 millions de téléspectateurs

- Lesley-Ann Brandt (Camille Jordanson)
- Alex Meraz (Odelin Gonzales, Jr.)
- Daniel Bonjour (Derby Chasen)
- Raoul Trujillo (Odelin Gonzales)
- Tyler Kain (Mia Wood)
- Matt Nolan (Gus Stilton)
- Anthony Azizi (Broxton Langley)
- Brandon W. Jones (Garçon de la fraternité)
- B.J. Clinkscales (cuisinier)
- Krishna Cole (client)
- Lance Irwin (Agent de la santé publique)

### Épisode 160:Ce qui est fait est fait
- États-Unis /  Canada : 29 avril 2011
- Belgique : 31 juillet 2011 sur RTL-TVI
- France : 29 novembre 2011 sur TF1
- Québec : 27 février 2012 sur V

- États-Unis : 9,19 millions de téléspectateurs[43] (première diffusion)
- Canada : 1,555 million de téléspectateurs[44] (première diffusion)
- France : 7,2 millions de téléspectateurs

- Peter Fonda (William Hunt)
- Clifton Collins Jr. (Raymond Harris)
- Josh Randall (Charles Martin)
- Troy Ruptash (Vincent Marino)
- Ronnie Gene Blevins (Mark Fields)
- Najarra Townsend (Patricia Kelly)
- Rex Ryan (lui-même)
- Mike Tannenbaum (lui-même)

### Épisode 161:L'Heure de la vengeance
- États-Unis /  Canada : 6 mai 2011
- Belgique : 31 juillet 2011 sur RTL-TVI
- France : 29 novembre 2011
- Québec : 5 mars 2012 sur V

- États-Unis : 9,53 millions de téléspectateurs[45] (première diffusion)
- Canada : 1,686 million de téléspectateurs[46] (première diffusion)
- France : 7 millions de téléspectateurs

- Peter Fonda (William Hunt)
- Clifton Collins Jr. (Raymond Harris)
- Jenny Mollen (Détective Angela Sayer)
- Vince Pavia (Officer Stone)
- Michael Worth (Lucius Woods)
- Alana Morshead (Miranda Thomas)

### Épisode 162:Dernier dossier
- États-Unis /  Canada : 13 mai 2011
- Belgique : 7 août 2011 sur RTL-TVI
- France : 3 janvier 2012 sur TF1
- Québec : 12 mars 2012 sur V

- États-Unis : 10,44 millions de téléspectateurs[47] (première diffusion)
- Canada : 1,849 million de téléspectateurs[48] (première diffusion)
- France : 8 millions de téléspectateurs

- Lisa Sheridan (Natalie Dalton)
- Shaya McCord (Olivia Dalton à 5 ans)
- Kayla Carlson (Olivia Dalton / Madison Stevens / Madison Hughes)
- Clayne Crawford (Wes Dillon / Tommy Stevens / Tommy Hughes)
- Michael Irby (Kenny Hexton)
- Allison McAtee (Jackie Thompson)
- Jeannette Sousa (Samantha Rogers)
- Peter Kim (Jae Kwon)